# Р. Ч. Шакти
Р. Ч. Шакти (там. ஆர். சி. சக்தி, англ. R. C. Sakthi; 1940 — 23 февраля 2015) — индийский кинорежиссёр
, снимавший фильмы на тамильском языке.

## Биография
Шакти родился в деревушке Пузхутикулам, расположенной недалеко от Парамакуди, округа Раманатхапурам, штата Тамилнад. Его родителей звали Селвам и Лакшми. Отец режиссёра служил в полиции.
С ранних лет Шакти проявлял интерес к актёрской игре. Вместе со своими друзьями он собрал театральную труппу и поставил пьесу Vaazhkai vaazhvatharkae, в которой исполнил роль злодея. Односельчане оценили его выступление и предложили ему попытать счастья в кино. С этой целью Шакти прибыл в Мадрас, но смог получить только незначительные роли в нескольких любительских постановках.
Он устроился помощником к театральному артисту Суббу Арамунгану из труппы NSK.
Затем он работал ассистентом хореографа Тангаппана в фильмах Porsilai (1969) и Annai Velankanni (1970).
На съёмках последнего он встретился с начинающим актёром Камал Хасаном,
которого впоследствии пригласил на главную роль в свой дебютный режиссёрский проект Unarchigal.
Фильм, поднимающий тему венерических заболеваний, был снят в 1972, но из-за проблем с цензурой выпущен только в 1976 году.
Шакти также взял Хасана в свой второй фильм Manidharil Ithanai Nirangala! (1978) со Шридеви в главной роли, рассказывающий о судьбе девушки ложно обвинённой в проституции.
Его третий фильм Dharma Yuddham (1979) с Раджникантом и Шридеви, поднимал вопрос торговли органами.
Первые три фильма режиссёра стали хитами проката, однако последовавшие за этим малобюджетные картины не смогли добиться такого результата.
Всего за свою карьеру Шакти снял 17 фильмов.
Последним из них стал Pathini Penn (1993), принесший ему Кинопремии штата Тамил-Наду за лучший фильм и лучшие диалоги.
В 1998 году Камал Хасан пригласил Шакти на роль второго плана в свой фильм Marudhanayagam, однако тот так и не был завершён. В дальнейшем режиссёр появился на экране в фильмах Jameela (2002) и Urumaatram (2003).
Р. Ч. Шакти был женат на Лакшми, которая родила ему сына Селвакумара и дочерей Махешвари и Шанти.
Шанти (в замужестве Прабху) стала продюсером короткометражного фильма Ainthu Rojakkal, снятого Шакти в 2013 году. Главные роли в фильме сыграли внуки режиссёра.